# Астакида
Астаки́да, также Стаки́да (греч. Αστακίδα от αστακός — «омар») — маленький необитаемый остров в Греции, в восточной части Критского моря, известной как Карпатское море. Один из островов архипелага Додеканес. Расположен к югу от острова Астипалея и к северо-западу от островов Касос и Карпатос. Административно относится к общине Касос в периферийной единице Карпатос в периферии Южные Эгейские острова.
Крупнейший остров в одноимённой группе островов, в которую также входят острова Астакидопуло (Стакидопуло), расположенный южнее, и Сил (Φωκά ή Σιάλ ή Σύλα), расположенный севернее.
Вместе с соседними островами (Авгониси, Дивуния, Хамилонисион, Зафора (Софрана): Мегало-Софрано, Сохас, Микро-Софрано) объявлен особой охранной зоной для чеглока Элеоноры (Falco eleonorae). Входит в экологическую сеть «Натура 2000».